# De verzoeking van de heilige Antonius (Kansas City)
De verzoeking van de heilige Antonius is een schilderij van de Zuid-Nederlandse schilder Jheronimus Bosch in het Nelson-Atkins Museum of Art in Kansas City.

## Voorstelling
Het stelt de heilige Antonius van Egypte voor. Deze heilige trok zich, volgens de legende van Athanasius van Alexandrië, terug in de woestijn om zich te bezinnen. Daar werd hij op de proef gesteld door allerlei demonen en monsters. Dit was een geliefd thema van de schilder Jheronimus Bosch, ten eerste, omdat hij de standvastigheid van Antonius' geloof als voorbeeld stelde voor zijn tijd, en ten tweede omdat het hem de mogelijkheid gaf de meest uiteenlopende monster af te beelden. Het bekendste voorbeeld hiervan is het Antonius-drieluik in Lissabon.
Op het paneel in Kansas City is de heilige bezig water uit een riviertje te scheppen met een grote kruik. De heilige is te herkennen aan het Antoniuskruis op zijn habijt. Hij slaat geen acht op de bizarre monsters voor hem, die hem proberen te verleiden met een gebraden kip en een kan met bier op een gedekte tafel. De figuur van Antonius is nauw verwant aan die op het linkerluik van het Heremieten-drieluik.

## Toeschrijving en datering
Het schilderij stond tot 2015 bekend als ‘school van Jheronimus Bosch’. In september 2015 werd het onderzocht door het Bosch Research and Conservation Project (BRCP) in de aanloop naar de tentoonstelling Jheronimus Bosch. Visions of a genius in 2016 in het Noordbrabants Museum in 's-Hertogenbosch. Het BRCP oordeelde dat het werk alle kenmerken heeft van een echte Bosch. Vooral de ondertekening komt overeen met de manier waarop Bosch werkte. Ook het feit dat deze niet helemaal overeenkomt met het uiteindelijke schilderij – zo veranderde de schilder de vorm van de kruik en de plooien in het habijt – is typisch voor Bosch. Daarnaast ontdekte het BRCP dat het werk oorspronkelijk deel uitmaakte van een groter paneel. Dit paneel vormde vermoedelijk een zijluik van een ontmanteld en verzaagd drieluik.

## Herkomst
Het werk werd in de jaren dertig gekocht door het Nelson-Atkins Museum of Art.